# ایمرژن

بطری کلاین که در فضای 3 بعدی جا داده شده است.

در ریاضیات، ایمرژن (به انگلیسی: Immersion) (ممکن است به آن جادهنده، ایمرسیون، ایمرشن هم گفته می شود) تابعی دیفرانسیل‌پذیر بین منیفلدهای دیفرانسیل‌پذیر است که مشتق آن همه جا یک به یک باشد. به طور صریح {\displaystyle f\colon M\rightarrow N} ایمرژن است اگر:
{\displaystyle D_{p}f:T_{p}M\to T_{f(p)}N\,}
یک تابع یک به یک در تمام نقاط {\displaystyle p} از {\displaystyle M} باشد (که در آن {\displaystyle T_{p}X} نشانگر فضای مماس یک منیفلد {\displaystyle X} در نقطه ای چون {\displaystyle p} در {\displaystyle X} است). به طور معادل، {\displaystyle f} یک ایمرژن است اگر مشتقش همه جا رتبه ثابت داشته و مقدار رتبه آن برابر بعد {\displaystyle M} باشد:
{\displaystyle \operatorname {rank} \,D_{p}f=\dim M.}
نیاز نیست خود تابع {\displaystyle f} یک به یک باشد، تنها باید مشتق آن یک به یک باشد.